# Bataille d'Odaihara

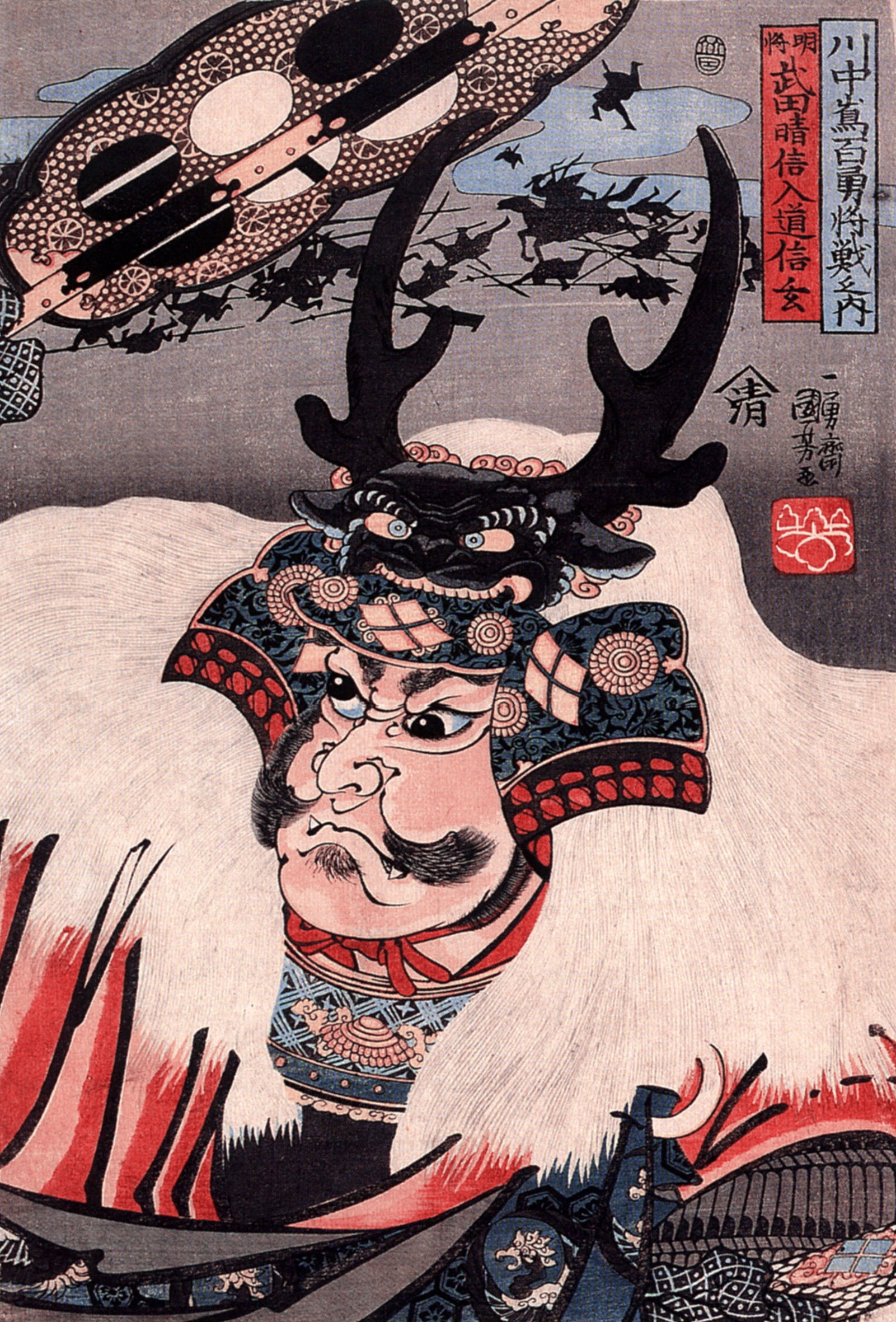
Takeda Harunobu Nyuudou Shingen par l'artiste Utagawa Kuniyoshi, 1843-1847.

La bataille d'Odaihara de 1546 est une des nombreuses étapes engagées par Takeda Shingen, un des grands chefs de guerre japonais de l'époque Sengoku de l'histoire du Japon, dans son entreprise de s'emparer de la province de Shinano. Il rencontre les forces d'Uesugi Norimasa sur les plaines d'Odaihara et défait l'armée d'Uesugi tout en consacrant une partie de ses propres forces au siège du proche château de Shika. Sa victoire à Odaihara lui fournit des centaines de têtes ennemies qu'il emploie comme tactique d'intimidation à Shika.

## Source de la traduction
- (en) Cet article est partiellement ou en totalité issu de l’article de Wikipédia en anglais intitulé « Battle of Odaihara » (voir la liste des auteurs).